# (523671) 2013 FZ27
(523671) 2013 FZ27 – planetoida z grupy obiektów transneptunowych, krążąca wokół Słońca po odległej orbicie.

## Odkrycie i nazwa
Obiekt został po raz pierwszy zaobserwowany 16 marca 2013 roku w Międzyamerykańskim Obserwatorium Cerro Tololo przez Scotta S. Shepparda i Chada Trujillo. Otrzymał oznaczenie prowizoryczne 2013 FZ27.
25 września 2018 roku Minor Planet Center nadało mu stały numer 523671, jednocześnie błędnie podając jako datę odkrycia 15 grudnia 2010 roku.
6 kwietnia 2019 roku Minor Planet Center wydało erratę, korygując błąd daty odkrycia, i potwierdzając, że jako odkrycie (523671) 2013 FZ27 ostatecznie uznaje obserwacje z 16 marca 2013 roku.
Do kwietnia 2021 planetoida ta nie miała jeszcze własnej nazwy.

## Orbita
Orbita (523671) 2013 FZ27 jest nachylona pod kątem 14° do ekliptyki, mimośród jej orbity to ok. 0,219. W 2091 roku planetoida przejdzie przez peryhelium swojej orbity. Okres obiegu wokół Słońca wynosi ok. 332 lat.

## Właściwości fizyczne
Niewiele jak dotąd wiadomo o tym odległym obiekcie. Duża absolutna wielkość gwiazdowa, wynosząca ok. 4,37m, kwalifikuje go do grupy kandydatów na planety karłowate. Średnica planetoidy (523671) 2013 FZ27 na podstawie jej jasności szacowana jest na ok. 612 km, co czyni ją jedną z większych odkrytych planetoid transneptunowych.